# Osiriaca ptousalis
Osiriaca ptousalis är en fjärilsart som beskrevs av Walker 1859. Osiriaca ptousalis ingår i släktet Osiriaca och familjen Crambidae. Inga underarter finns listade i Catalogue of Life.

## Bildgalleri

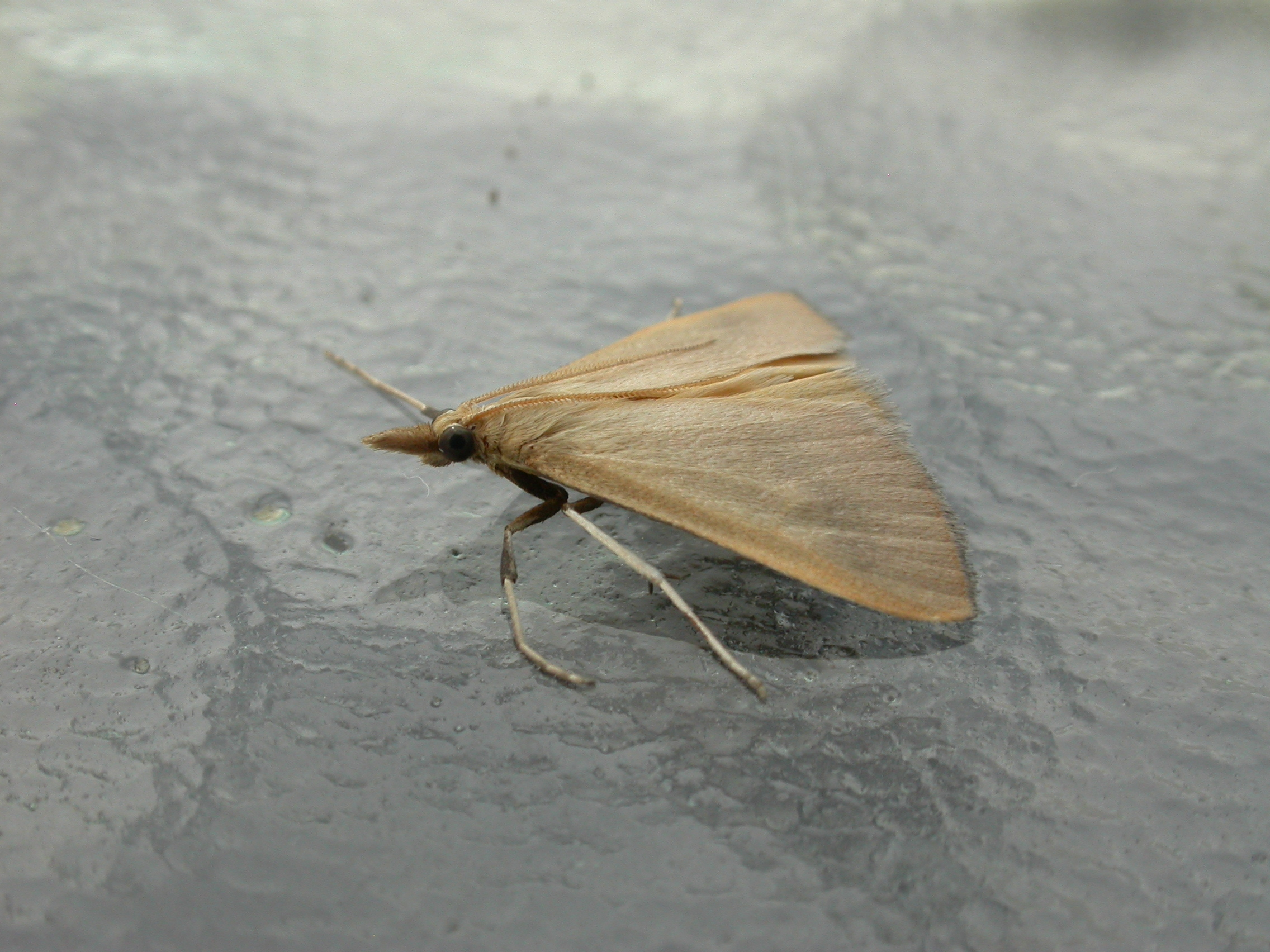
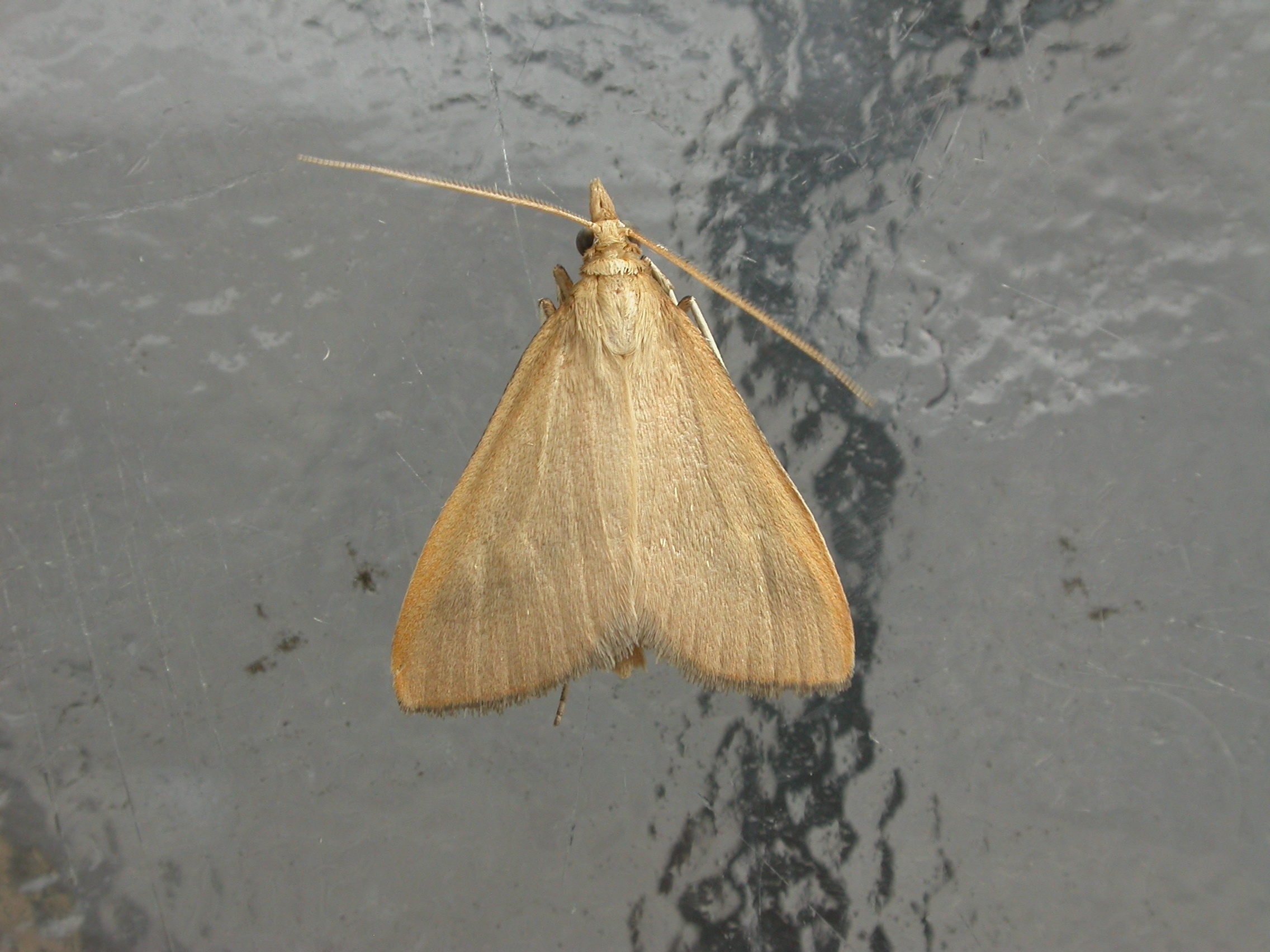